# Мар'янівка (Гайсинська міська громада)
Мар'я́нівка — село в Україні, у Гайсинській міській громаді Гайсинського району Вінницької області. Розташоване в гирлі річки Кіблич (притока Собу) за 5 км на південний захід від міста Гайсин. Через село проходить автошлях Р33. Населення становить 738 осіб (станом на 1 січня 2015 р.).

## Історія
7 (20) листопада 1917 року, відповідно до Третього Універсалу Української Центральної Ради, увійшло до складу Української Народної Республіки.
12 червня 2020 року, відповідно до розпорядження Кабінету Міністрів України № 707-р «Про визначення адміністративних центрів та затвердження територій територіальних громад Вінницької області», село увійшло до складу Гайсинської міської територіальної громади.
19 липня 2020 року, в результаті адміністративно-територіальної реформи та ліквідації Гайсинського району (1923—2020), село увійшло до складу новоутвореного Гайсинського району.

## Населення

### Мова
Розподіл населення за рідною мовою за даними :
| Мова            | Кількість | Відсоток |
| --------------- | --------- | -------- |
| українська      | 960       | 98.26%   |
| російська       | 12        | 1.23%    |
| румунська       | 2         | 0.20%    |
| білоруська      | 2         | 0.20%    |
| інші/не вказали | 1         | 0.11%    |
| Усього          | 977       | 100%     |